# Piramida finansowa

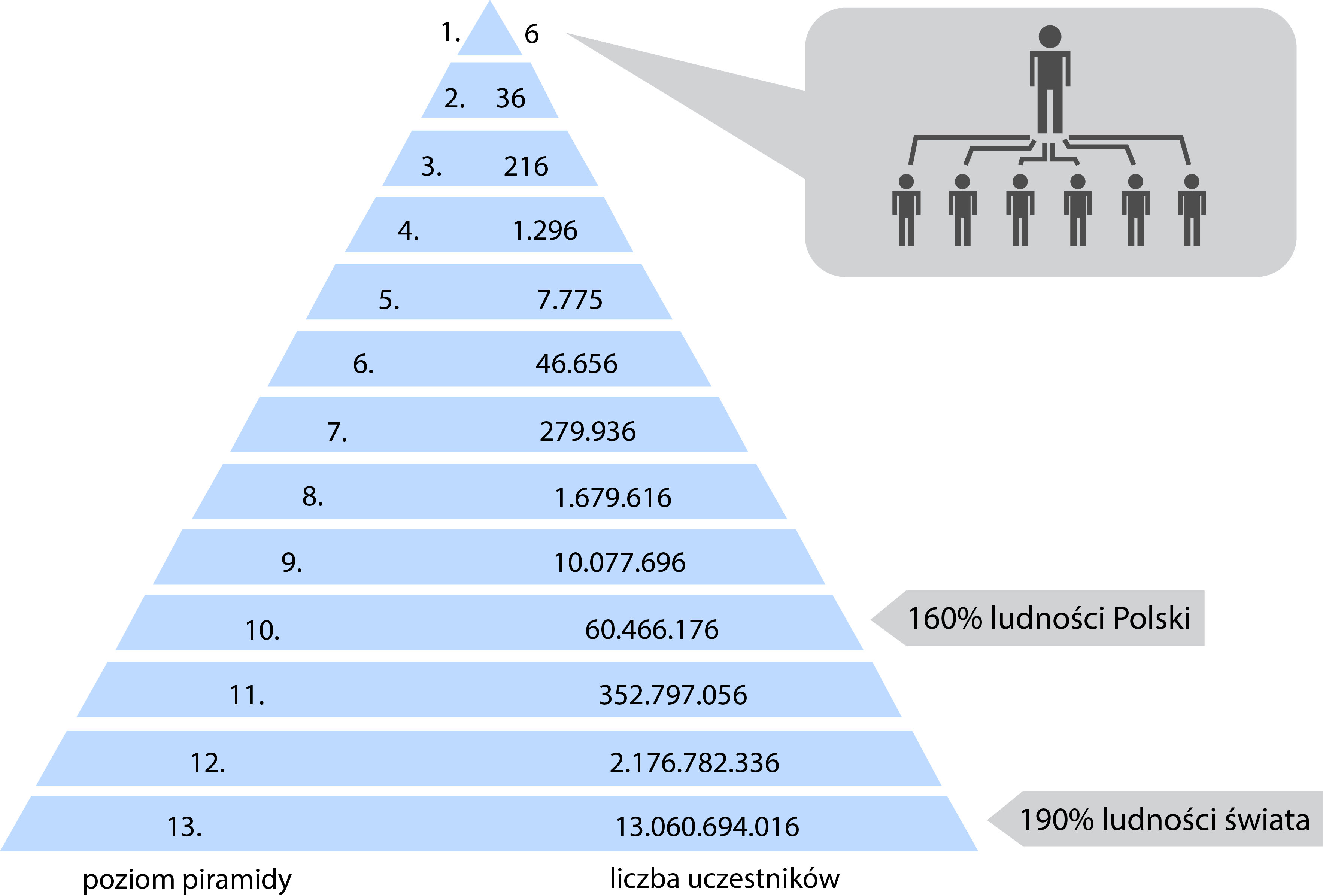
Schemat ilustrujący przykład piramidy finansowej, w której każdy uczestnik jest zobowiązany do zwerbowania sześciu nowych

Piramida finansowa (ang. Pyramid scheme) – struktura finansowa, w której zysk konkretnego uczestnika jest bezpośrednio uzależniony od wpłat późniejszych uczestników, stojących niejako niżej w tej strukturze. W literaturze przedmiotu można spotkać zamienne stosowanie określeń „piramida finansowa” i „schemat Ponziego” (ang. Ponzi scheme). Jest to jednak błąd rzeczowy, ponieważ obie struktury różnią się mechanizmami działania. Nazwy te nie powinny być stosowane zamiennie.

## Terminologia
Termin piramida finansowa jest w literaturze rozumiany różnorako, ale według Dyrektywy Parlamentu Europejskiego i Rady 2005/29K z 11 maja 2005, klasyczna piramida to system promocyjny o strukturze piramidy, w ramach którego „konsument wykonuje świadczenie w zamian za możliwość otrzymania wynagrodzenia, które jest uzależnione przede wszystkim od wprowadzenia innych konsumentów do systemu, a nie od sprzedaży lub konsumpcji produktów”. Regulacje załącznika I wyjaśniają, że daną praktykę handlową można uznać za „system promocyjny typu »piramida«” nawet w sytuacji, w której występuje tylko pośredni związek pomiędzy świadczeniami wnoszonymi przez nowych uczestników tego systemu, a wynagrodzeniem uzyskiwanym przez dotychczasowych uczestników, jednak by móc uznać, że dana praktyka handlowa jest „systemem promocyjnym typu »piramida«” należy ustalić, czy finansowanie wynagrodzenie uzyskiwanym przez dotychczasowych uczestników jest uzależnione „głównie” lub „przede wszystkim” od świadczeń wnoszonych przez nowych uczestników systemu.
Polski ustawodawca implementując wspomnianą dyrektywę do polskiego systemu prawnego (Ustawa o przeciwdziałaniu nieuczciwym praktykom rynkowym z dnia 23 sierpnia 2007) określił, że nieuczciwą, a więc zakazaną, praktyką rynkową jest „zakładanie, prowadzenie lub propagowanie systemów promocyjnych typu piramida, w ramach których konsument wykonuje świadczenie w zamian za możliwość otrzymania korzyści materialnych, które są uzależnione przede wszystkim od wprowadzenia innych konsumentów do systemu, a nie od sprzedaży lub konsumpcji produktów”.

## Mechanizm funkcjonowania piramidy finansowej
Mechanizm działania piramid finansowych polega na pozyskiwaniu przez ich założycieli jak największej liczby uczestników, którzy – zachęceni obiecywanymi zyskami – wpłacają im pieniądze. W praktyce rzadko są świadczone usługi finansowe. Organizatorzy namawiają zwykle uczestników piramidy finansowej do werbowania kolejnych osób. Z tego powodu piramidy finansowe są z góry skazane na upadek, bowiem system wymaga lawinowego dopływu nowych uczestników, a taka możliwość jest ograniczona. Hipotetyczna piramida, która wymagałaby zwerbowania przez każdego uczestnika sześciu kolejnych, już na dziesiątym jej poziomie musiałaby mieć liczbę uczestników większą o 60% od liczby mieszkańców Polski, a na trzynastym poziomie liczbę uczestników znacznie większą od liczby mieszkańców świata.
Struktura piramidy finansowej istnieje zatem dopóki suma wycofywanych przez uczestników pieniędzy jest niewielka w stosunku do napływających do systemu nowych środków. Zgodne z ustaleniami wypłaty środków pierwszym uczestnikom piramidy usypiają czujność kolejnych, liczących na rzekomo łatwe, pewne i wysokie zyski. Im bardziej organizatorom udaje się wydłużyć okres nowych wpłat i im więcej ma ona poziomów, tym więcej uczestników jest poszkodowanych w chwili jej upadku – często tracą oni większość lub nawet całość powierzonych środków.
Klasyczne piramidy finansowe można poznać po tym, że otwarcie wskazują na to, że jedynym źródłem zysków uczestników są wpłaty od kolejnych osób. Mechanizm ich działania jest jednak często maskowany za pomocą pozornego oferowania inwestycji w określone aktywa (np. nieruchomości, metale szlachetne). Bardzo często zdarza się, że uczestnicy orientują się, że zostali oszukani dopiero wówczas, gdy organizator ma trudność w regulowaniu zobowiązań lub wręcz wtedy, gdy piramida upada.

### Piramida finansowa a schemat Ponziego
Mimo iż w literaturze można napotkać na zamienne stosowanie określeń „piramida finansowa” oraz „schemat Ponziego”, to są to jednak różne zjawiska. Piramida finansowa (nazywana także łańcuchem poleceń lub oszustwem franczyzowym) jest oszustwem marketingowym i inwestycyjnym, w którym inwestorowi (osobie fizycznej) proponuje się prowadzenie dystrybucji lub franczyzy w celu wprowadzenia na rynek jakiegoś produktu. Rzeczywisty zysk jest uzyskiwany nie ze sprzedaży danego produktu, lecz ze sprzedaży nowych dystrybutorów.
Z kolei schemat Ponziego był typem oszustwa inwestycyjnego, w którym zwroty z inwestycji nie były wypłacane z zysków wygenerowanych w ramach samej inwestycji lub aktywności gospodarczej, ale z własnych środków inwestorów, lub środków wpłaconych przez kolejnych inwestorów, którzy byli werbowani za pomocą atrakcyjnej, ale fikcyjnej koncepcji inwestycyjnej (tzw. fasadowego modelu biznesowego). Inwestorów przyciągała także wizja ponadprzeciętnych zysków, których wysokość nie zależała od liczby nowo pozyskanych inwestorów. W przeciwieństwie do piramidy finansowej, pozyskiwane nowych inwestorów nie odbywało się drogą rekrutacji przez wcześniejszych inwestorów, ale twórcy schematu Ponziego oddziaływali bezpośrednio na wszystkich klientów.

## Przykłady najbardziej znanych piramid finansowych
Największą piramidą finansową na świecie była piramida Madoffa, stworzona przez Bernarda Madoffa. Jego piramida była elitarną strukturą, ściągającą bogatych inwestorów. Upadła w szczycie kryzysu w 2009 roku. Wówczas liczyła ok. 5 tys. uczestników, którzy wnieśli do niej ok. 65 miliardów dolarów. Śledztwo wykazało, że przez ostatnie 13 lat jej istnienia wpłaty od uczestników nie były w żaden sposób inwestowane. Madoff został skazany na 150 lat pozbawienia wolności.
W okresie transformacji systemowej powstały dwie najbardziej znane polskie piramidy tego typu (jednak o niewielkiej skali na tle innych krajów). W październiku 1989 roku rozpoczęła działalność Bezpieczna Kasa Oszczędności założona przez Lecha Grobelnego. Oferowane przez nią oprocentowanie sięgało nawet 300 proc. rocznie. W latach 1991–1992 działał Galicyjski Trust Kapitałowo-Inwestycyjny, założony przez Stanisława Kotarbę. W 1993 rozpoczęła działalność firma Bioferm założona przez Tomasza Wróblewskiego, która za wysoką jak na ówczesne warunki opłatą (8 mln starych złotych czyli 800 PLN) oferowała "zestaw startowy" do hodowli kolonii białkowej na mleku. Po tym jak zainwestowało w nią kilkadziesiąt tysięcy złotych, firma została zamknięta a założyciel zbiegł.
W Rosji dużą popularnością cieszyły się piramidy finansowe tworzone przez Siergieja Mawrodiego – w latach 90. działało przedsiębiorstwo MMM, a jego kontynuacją było m.in. przedsiębiorstwo MMM-2011. Mawrodi wymyślił wirtualną walutę nazwaną MAWRA, na którą przeliczano pieniądze, przekazywane w pełnej konspiracji przez uczestników piramidy (wartość tej waluty zależała od kondycji piramidy i była tym wyższa, im wyższe były nowe wpłaty).
Upadki piramid finansowych prowadzą niekiedy do niepokojów społecznych, np. wiosną 1997 roku miała miejsce tzw. albańska rewolucja piramidowa.

## Polskie prawo karne
W Polsce organizowanie bądź kierowanie systemem sprzedaży lawinowej jest czynem nieuczciwej konkurencji zagrożonym karą pozbawienia wolności od 6 miesięcy do 8 lat. Wprowadzenie uczestników piramidy finansowej w błąd co do faktycznego mechanizmu funkcjonowania takiej struktury, w celu skłonienia ich do wniesienia środków finansowych, może wyczerpywać znamiona przestępstwa oszustwa określonego w art. 286 § 1 Kodeksu karnego. Nieumieszczanie przez organizatora w dokumentacji instrumentu finansowego informacji, które mają istotne znaczenie dla nabywającego wyczerpuje znamiona art. 311 Kodeksu karnego. Karalne jest także samo nielegalne zarządzanie aktywami. Art. 178 ustawy o obrocie instrumentami finansowymi przewiduje możliwość nałożenia grzywny do wysokości 5 milionów złotych, zaś art. 99 ust. 1 i 2 ustawy o ofercie publicznej przewiduje kary finansowe lub pozbawienia wolności. Na podstawie art. 171 ust. 1 Ustawy – Prawo bankowe karze do 20 milionów złotych i pozbawienia wolności do lat 5 podlega w Polsce prowadzenie działalności parabankowej polegającej na udzielaniu kredytów, pożyczek pieniężnych lub obciążaniu ryzykiem tych środków w inny sposób.